# Eupalinus

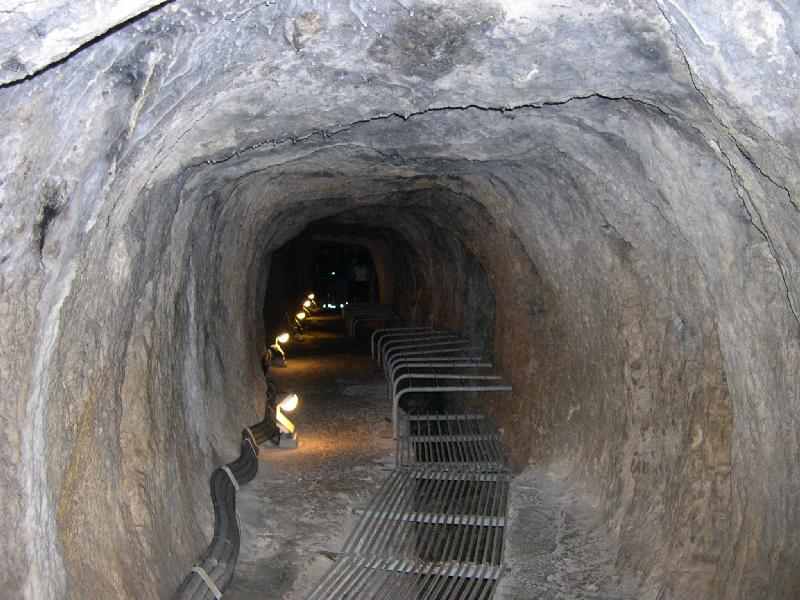
De tunnel van Samos.

Eupalinus van Megara (Oudgrieks: Εὐπάλινος; Eupalinos) was een Griekse bouwmeester en ingenieur uit de tweede helft van de 6e eeuw v.Chr.
Hij werkte op het eiland Samos in dienst van de tiran Polycrates. Hij bouwde er een tunnel van meer dan één kilometer lengte onder de akropolis door, bedoeld voor de watervoorziening van de stad.